# Allobates nunciatus
Allobates nunciatus Moraes, Pavan, and Lima, 2019 è un anfibio anuro appartenente alla famiglia degli Aromobatidi.

## Etimologia
L'epiteto specifico "nunciatus" (verbo latino: annunciare, riferire; derivato da "nuntiatus"), si riferisce alla grande udibilità del forte richiamo della specie, che gli consente di essere prontamente riconosciuto dall'orecchio umano ovunque venga emesso.

## Distribuzione e habitat
È endemica del Brasile. La specie abita le foreste non allagate sulla sponda orientale del fiume Tapajós centrale e su entrambe le sponde dell'affluente Jamanxim, comune di Itaituba, stato del Pará. 